# Lythria tangens
Lythria tangens är en fjärilsart som beskrevs av Hans-Joachim Hannemann 1917. Lythria tangens ingår i släktet Lythria och familjen mätare. Inga underarter finns listade i Catalogue of Life.